# Pompeo Compagnoni (vescovo)
Pompeo Compagnoni (Macerata, 11 marzo 1693 – Osimo, 25 luglio 1774) è stato un vescovo cattolico e letterato italiano.

## Biografia
Figlio di Pierpaolo e di Maria Girolama Ricci, proveniva da una famiglia di ascendenza feudale fra le più importanti della nobiltà terriera maceratese. Dopo aver frequentato il seminario, la sua istruzione si svolse in un collegio gesuitico. Si iscrisse poi all'Università di Macerata dove si laureò dapprima in utroque iure, poi in filosofia e teologia.
Era aggregato all'Accademia etrusca di Cortona. Divenne vescovo di Osimo e Cingoli, su indicazione del cardinale Giacomo Lanfredini.

## Genealogia episcopale e successione apostolica
La genealogia episcopale è:
- Cardinale Scipione Rebiba
- Cardinale Giulio Antonio Santori
- Cardinale Girolamo Bernerio, O.P.
- Arcivescovo Galeazzo Sanvitale
- Cardinale Ludovico Ludovisi
- Cardinale Luigi Caetani
- Cardinale Ulderico Carpegna
- Cardinale Paluzzo Paluzzi Altieri degli Albertoni
- Papa Benedetto XIII
- Cardinale Antonio Saverio Gentili
- Vescovo Pompeo Compagnoni

La successione apostolica è:
- Vescovo Paolino Pace (1773)